# Вівчарик афганський
Вівча́рик афганський (Phylloscopus subviridis) — вид горобцеподібних птахів родини вівчарикових (Phylloscopidae). Мешкає на заході Гімалаїв.

## Опис
Довжина птаха становить 9–10 см, вага 5–6 г. Забарвлення переважно жовтувато-оливкове, верхня частина тіла дещо сірувата, нижня частина тіла блідо-жовтувата. Над очима жовті "брови", на крилах дві жовті смуги. Дзьоб короткий, гострий, лапи темні, тонкі.

## Поширення і екологія
Афганські вівчарики мешкають на північному заході Індії, в Пакистані та Афганістані. Вони живуть в помірних лісах і сухих чагарникових заростях. Зустрічаються на висоті від 2100 до 2700 м над рівнем моря. Гніздяться в горах, зимують в гірських долинах.